# 大日本帝国憲法第58条
大日本帝国憲法第58条（だいにほん/だいにっぽん ていこくけんぽう だい58じょう）は、大日本帝国憲法第5章にある、裁判官の要件及び身分保障についての規定である。

## 現代風の表記
1. 裁判官は、法律に定めた資格をそなえる者をもってこれに任ずる。
2. 裁判官は、刑法の宣告又は懲戒の処分によるほかは、その職を罷免されることはない。
3. 懲戒の条規は、法律をもってこれを定める。